# Balansare

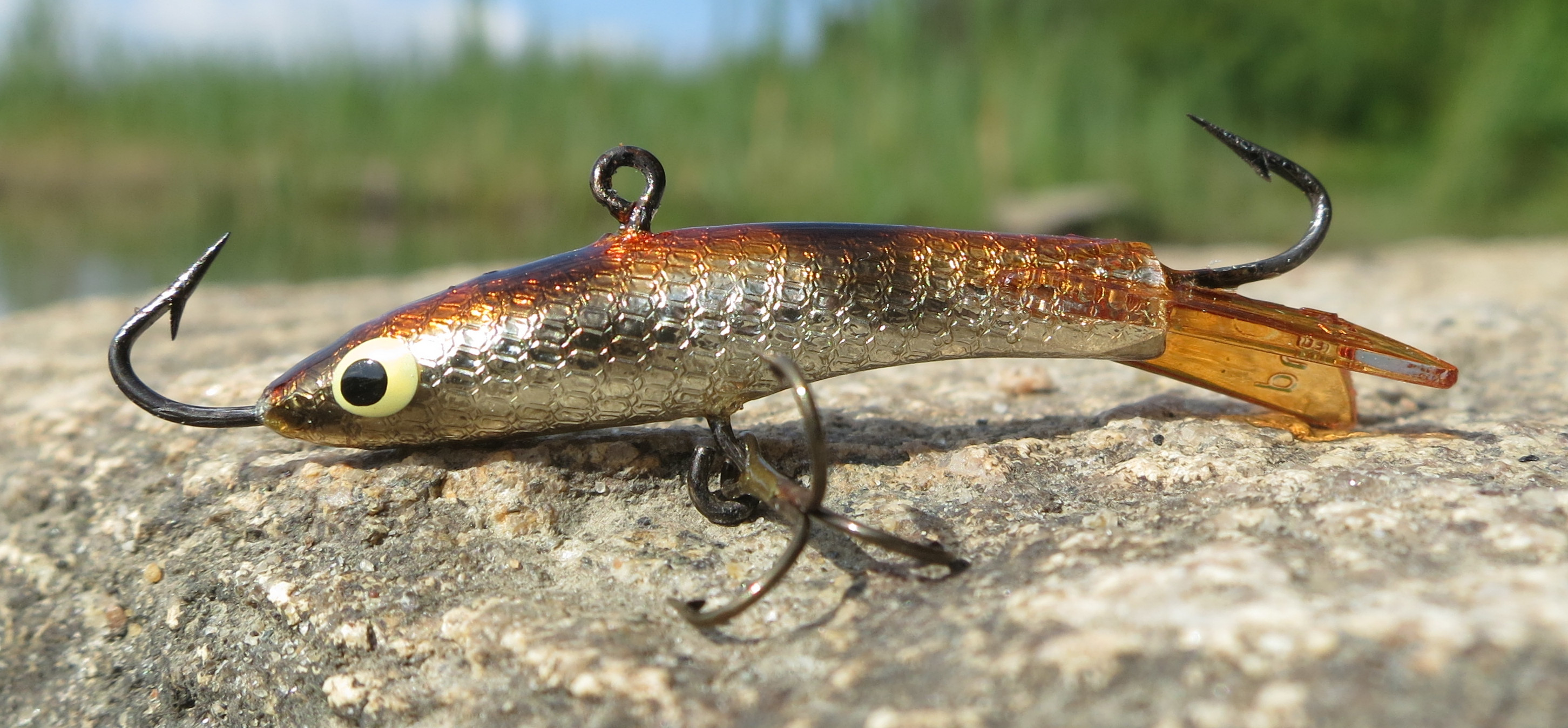
Finsktillverkad balansare

Balansare är ett fiskedrag som har öglan, där man fäster linan, på ryggen av draget som antingen är tillverkat i metall eller plast, används oftast på vintern.

## Kända tillverkare
- Nils Master
- Rapala
- ABU-Garcia AB
- Salmo